# Костомукша
Костому́кша  (карел. Koštamuš, фин. Kostamus, вепс. Kostamukš) — город (с 1983) в Республике Карелия Российской Федерации. Административный центр Костомукшского муниципального округа.
Город построен для обслуживания Карельского горно-обогатительного комбината. Распоряжением Правительства Российской Федерации от 29 июля 2014 года № 1398-р «Об утверждении перечня моногородов» включён в категорию «Монопрофильные муниципальные образования Российской Федерации (моногорода), в которых имеются риски ухудшения социально-экономического положения».

## Этимология
Город возник в 1977 году как посёлок при строительстве горно-обогатительного комбината. Наличие в топониме элемента мукша (мукса), по-видимому, означающего «озеро», что свидетельствует о его древнем финно-угорском происхождении.

## История
В 1967 году было принято решение о проектировании горно-обогатительного комбината (ГОК). Поселение начало строиться в 1970-х годах в связи с разработкой нового железорудного месторождения, открытого в 1946 году. В 1973 году подписан межправительственный советско-финляндский договор о строительстве ГОКа. В мае 1977 года заключён договор на 1,6 млрд долларов США с акционерным обществом «Финн-Строй», в которое входил ряд финских строительных фирм, в том числе фирма «Хака». Указом Президиума Верховного Совета Карельской АССР от 17 ноября 1977 года выросший при строительстве ГОКа населённый пункт получил статус посёлка городского типа.
В феврале 1981 года был объявлен конкурс на название города. Предлагалось назвать город Контокки или Костомукша — по названию деревень, на месте которых возводился город. Предполагалось также назвать город Сампо. Старинная карельская деревня Костомукша располагалась на берегу озера Костомукшское, которое сейчас находится на территории горно-обогатительного комбината «Карельский окатыш». Легенду о происхождении названия этих слов записал в 1892 году финский этнограф и художник Луис Спарре.
В 1982 году была введена в строй первая очередь Костомукшского горно-обогатительного комбината, в 1983 — вторая, а в 1984 — третья и последняя.
Указом Президиума Верховного Совета РСФСР от 25 апреля 1983 года Костомукша получила статус города республиканского подчинения.
В 1988 году в состав города включена старинная карельская деревня Вокнаволок; позднее вошли селения Ладвозеро, Поньгагуба, Суднозеро, Толлорека.

## Герб
Герб утверждён городским советом в 1993 году (автор — А. В. Титов).

Герб состоит из щита серебряного цвета, на котором изображены древний тотемный знак карел и рудоискательская лоза в руках первопроходца. В верхней части щита расположен орнамент из вершин хвойных деревьев.
— Геральдика Карелии

## Физико-географическая характеристика

### Географическое положение
Город расположен на севере Западно-Карельской возвышенности в 35 километрах от российско-финляндской границы и в 495 км от Петрозаводска.

### Климат
Город Костомукша относится к районам Крайнего Севера.
Костомукша находится на границе подзон средней и северной тайги. На климат влияет множество факторов, среди которых частые циклоны с Атлантического океана и Баренцева моря, которые приносят зимой оттепели и снегопады, а летом — дождливую и прохладную погоду. По совокупности этих факторов климат Костомукши представляет нечто среднее между климатом Санкт-Петербурга и Мурманска. Зима умеренно холодная, с частой переменой погоды, при вторжении холодного сибирского антициклона возможны сильные морозы. Лето короткое и холодное и, как правило, дождливое.
| Показатель                     | Янв. | Фев. | Март | Апр. | Май | Июнь | Июль | Авг. | Сен. | Окт. | Нояб. | Дек. | Год |
| ------------------------------ | ---- | ---- | ---- | ---- | --- | ---- | ---- | ---- | ---- | ---- | ----- | ---- | --- |
| Средний суточный максимум, °C  | −8   | −8   | −3   | 5    | 9   | 15   | 18   | 17   | 12   | 4    | −1    | −5   | 4   |
| Средний суточный минимум, °C   | −15  | −15  | −12  | −5   | 1   | 8    | 11   | 10   | 5    | −1   | −6    | −11  | −3  |
| Норма осадков, мм              | 30   | 20   | 25   | 35   | 45  | 55   | 60   | 75   | 65   | 60   | 40    | 40   | 550 |
| Источник: Туристический портал |      |      |      |      |     |      |      |      |      |      |       |      |     |

### Часовой пояс
Костомукша находится в часовой зоне МСК (московское время). Смещение применяемого времени относительно UTC составляет +3:00.

## Планировка города

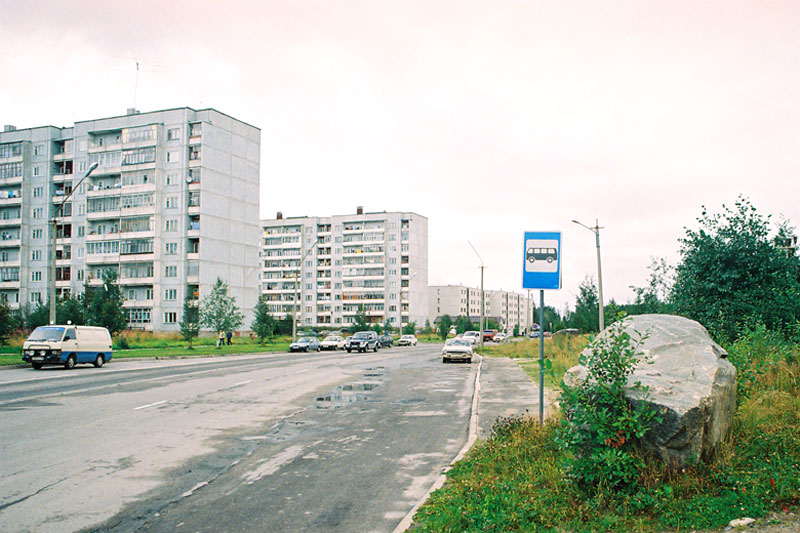
Улица Калевала в 2007 г.

Костомукша расположена компактно, на восточном берегу озера Контокки. В жилой зоне нет промышленных предприятий, промышленная площадка комбината находится в 13 километрах от жилых кварталов.
Администрация Костомукшского городского округа находится по адресу ул. Строителей, д. 5.

## Население
| 1979    | 1989    | 1992    | 1996    | 1998    | 2000    | 2001    | 2002    | 2003    |
| ------- | ------- | ------- | ------- | ------- | ------- | ------- | ------- | ------- |
| 4366    | ↗30 432 | ↗31 500 | ↗31 600 | ↘31 500 | ↗31 800 | ↗31 900 | ↘29 746 | ↘29 700 |
| 2005    | 2006    | 2007    | 2008    | 2010    | 2011    | 2012    | 2013    | 2014    |
| ↗29 800 | →29 800 | ↗30 000 | ↘29 900 | ↘28 436 | ↘28 400 | ↗28 496 | ↗28 716 | ↗29 036 |
| 2015    | 2016    | 2017    | 2018    | 2019    | 2020    | 2021    | 2023    |         |
| ↗29 356 | ↗29 511 | ↗29 526 | ↘29 381 | ↘29 367 | ↗29 634 | ↘26 048 | ↘25 928 |         |

На 1 января 2025 года по численности населения город находился на 552-м месте из 1124 городов Российской Федерации.
По итогам переписи населения 2020 года проживали следующие национальности (национальности менее 0,1 % и другое, см. в сноске к строке «Другие»):
| Национальность | Численность, чел. | Доля     |
| -------------- | ----------------- | -------- |
| Русские        | 20 712            | 79,51 %  |
| Карелы         | 904               | 3,47 %   |
| Украинцы       | 474               | 1,82 %   |
| Белорусы       | 360               | 1,38 %   |
| Татары         | 155               | 0,60 %   |
| Финны          | 56                | 0,21 %   |
| Немцы          | 46                | 0,18 %   |
| Башкиры        | 44                | 0,17 %   |
| Чуваши         | 38                | 0,15 %   |
| Казахи         | 36                | 0,14 %   |
| Армяне         | 30                | 0,12 %   |
| Мордва         | 27                | 0,10 %   |
| Вепсы          | 27                | 0,10 %   |
| Другие         | 3139              | 12,05 %  |
| Итого          | 26 048            | 100,00 % |

## Экономика

### ТОР «Костомукша»
Постановлением Правительства РФ от 12 февраля 2019 года № 122 утвержден статус территории опережающего социально-экономического развития. На середину 2020 года, в ТОР были зарегистрированы 5 предприятий, не ведущих значительной деятельности.

### Промышленность

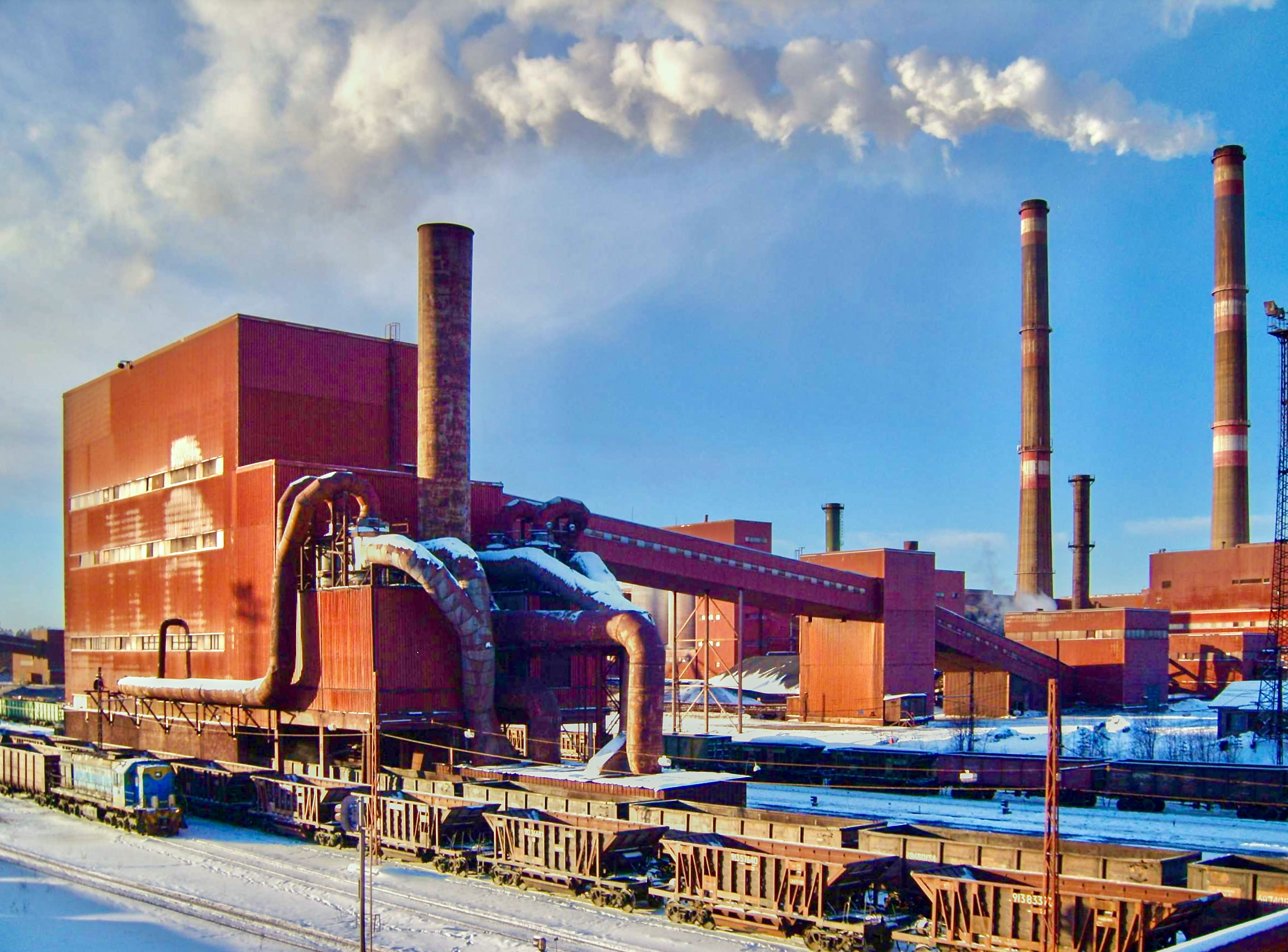
Горно-обогатительный комбинат «Карельский окатыш»

Градообразующим предприятием является ОАО «Карельский окатыш» (до 1993 года Костомукшский горно-обогатительный комбинат, добыча железной руды и производство концентрата). Предприятие поставляет продукцию как на «Северсталь» (менее половины выпуска), так и за рубеж (более половины). В компании и её подрядных организациях работает около половины занятых на крупных и средних предприятиях в Костомукше.
Имеется также деревообработка («Карелиан Вуд Кампани» (PinArctik)), хлебозавод, форелевое хозяйство. На территории городского округа осуществляет деятельность предприятие пищевой отрасли СППСК «Ягоды Карелии» (сбор и переработка ягод, поставки по России и за рубеж).
Примером успешного предпринимательства в приграничной зоне стало совместное российско-финское предприятие «АЕК», с 1990-х годов поставляющее электротехнические изделия мировому автогиганту «Volvo» и другим европейским фирмам («Scania», «Sisu», «Timberjack», «BRP»).

### Туризм
К территории Костомукшского городского округа относятся старинная карельская деревня Вокнаволок, а также небольшие населенные пункты Ладвозеро, Поньгагуба, Суднозеро, Толлорека. Вокнаволок — одно из тех поселений, где создавался всемирно известный эпос «Калевала», относится к разряду рунопевческих деревень Беломорской Карелии. В деревне Ладвозеро покоится прах знаменитого рунопевца Архиппы Перттунена, со слов которого собиратель карело-финского эпоса Элиас Лённрот записал значительную часть «Калевалы».
На северо-западе Костомукшского городского округа по решению правительства России планируется создать национальный парк «Калевальский» с целью сохранить девственные леса, оставшиеся в этом районе. Природа здесь уникальна; есть уголки, где не ступала нога человека. В районе озера Каменное находится заповедник «Костомукшский», который вместе с финляндским заповедником «Кухмо» входит в первый российско-финляндский экологический парк «Дружба».

## Транспорт
Осуществляется железнодорожное и автобусное сообщение с Санкт-Петербургом и Петрозаводском.
Вблизи города имеется аэропорт местных воздушных линий.

## Культура, СМИ и спорт
Действует муниципальное учреждение культуры «Культурно-музейный центр города Костомукши», открытый в 1981 году.
В Костомукше ежегодно проходят три музыкальных фестиваля: летом — фестиваль камерного искусства, осенью — авторской песни, весной — фестиваль национальной культуры «Кантелетар».
Первый номер городской газеты «Горняк Карелии» (редактор В. В. Наумов) вышел в свет в 1981 году. С 1991 года выходит под названием «Новости Костомукши».
Строительство лыжно-биатлонного комплекса ведется в Костомукше с начала 2010-х годов. Общая стоимость строительства первоначально планировалась в 400 млн рублей, включая федеральные средства в рамках ФЦП «Развитие физической культуры и спорта в Российской Федерации на 2006—2015 годы». Впрочем, на март 2019 года, по информации Министерства по делам молодежи, физической культуры и спорта Республики Карелия, финансирование строительства данного объекта не включено в региональные и федеральные программы.
В Костомукше находятся стадион с беговыми дорожками (реконструирован в 2016 году), физкультурно-оздоровительный комплекс с ледовым катком.
Футбольный клуб «Горняк» с 1975 года участвовал в чемпионате Калевальского района по футболу, с 1984 года — в чемпионате республики, лучшее достижение в 1986 году — второе место, регулярно проводится чемпионат Костомукши по футболу.
До 1994 года команда по хоккею мячом «Горняк» участвовала в чемпионате Карелии по хоккею с мячом. С 1985 года команда «Горняк» (с 1995 года — «Тонем», в настоящее время — «Карельский окатыш») участвует в чемпионатах Карелии по хоккею с шайбой. В 2017 году команда стала первой на Первенстве Карелии.
Имеется плавательный бассейн с мини-аквапарком «Синиранта» (муниципальная собственность), зал дзюдо и зал бокса.
В городе представлены разные христианские конфессии. Имеется католическая часовня, кафедральный храм Костомукшской епархии Русской православной церкви, здание церкви христиан веры евангельской РЦХВЕ. Есть также собрания незарегистрированных баптистов и адвентистов седьмого дня.

## Образование
Услуги дошкольного образования предоставляют 7 муниципальных учреждений: детские сады «Берёзка», «Солнышко», «Золотой ключик», «Ауринко», «Гномик», «Кораблик», «Сказка». Последним из них открылся «Ауринко» в декабре 2013 года.
В городе имеются 5 общеобразовательных школ (ещё одна — в деревне Вокнаволок): МБОУ «Школа № 1 c углублённым изучением иностранного языка», МБОУ «Школа № 2 имени А. С. Пушкина», Школа № 3 с углублённым изучением математики, Гимназия (отмечена Премией Президента Российской Федерации), Лицей № 1. Кроме того, в городе работает государственное образовательное учреждение среднего профессионального образования по Республике Карелия «Костомукшский политехнический колледж». Раньше в городе были филиалы санкт-петербургских и московских высших учебных заведений.
Особое развитие сегодня получает прогрессивно развивающееся дистанционное образование на основе Центра Развития Образования. В городе также действуют автошкола; Детская Художественная Школа имени Л. Ланкинена; Детская музыкальная школа имени Г. А. Вавилова; Центр внешкольной работы (ЦВР), предлагающий большой выбор кружков и секций по интересам (мягкая игрушка, игра на гитаре, вышивка, театр и другое)
Желающие могут записаться в разные возрастные группы для посещения занятий дзюдо, карате, танцевальных кружков «Армагеддон», «Jet Set», «Viva Dance», «Дюймовочка», «Партита». В Костомукше по финским проектам создан профориентационный центр «Сталкер». Не менее важной организацией города является патриотический кружок «Россияне». Большинство «Россиян» проживают в Костомукше, однако последователи есть и в других городах Карелии. В деятельность «Россиян» входит не только проведение митингов и встречи с ветеранами войн, но ещё и проведение акций в защиту мира в Костомукше и в других городах Карелии и России.

## Памятники истории
- Памятник Алексею Косыгину и Урхо Кекконену. Председатель Совета министров СССР Алексей Косыгин и Президент Финляндской Республики Урхо Кекконен сыграли ключевую роль в том, что на карте республики появился новый город — Костомукша. 14 сентября 1978 года они заложили первый камень в фундамент Костомукшского горно-обогатительного комбината. В 1983 году Костомукша получила статус города республиканского подчинения[41].
- Монумент «Дружба». Дар строительной фирмы «Финн-Строй» городу Костомукша в память о плодотворном советско-финляндском сотрудничестве. Выполнен он в граните и бронзе. Автор монумента — финский скульптор Терхо Сакки. Открытие монумента состоялось 18 июня 1985 года на митинге в связи с завершением строительства горно-обогатительного комбината.
- Памятник «Павшим Героям»[42].
- Памятник «Ахвенъярвские камни». В 20 километрах от города, на берегу озера Костомукшское у объездной дороги, расположен памятник «Ахвенъярвские камни» на месте боя партизан отряда «Боевой клич», погибших в бою близ хутора Ахвенъярви 31 декабря 1943 года[43]. 11 июня 1988 года открыта памятная скульптурная композиция. В 2012 году рядом со скульптурной композицией захоронены останки четырёх неизвестных воинов, обнаруженные в результате поисковых работ в районе озера[44].

## Города-побратимы
- Кухмо

## День города
Начиная с 1983 года День города отмечался 1 мая.
В 2009 году в связи с погодными условиями празднование дня города было перенесено на 23 мая, но не согласная с этим молодёжь города устроила первомайский флешмоб: заполонила центр города и ненадолго заблокировала дорогу самими собой. В 2010 году праздник проводился 22 мая.